# Imme Gram
Imme Gram var en en rekonstruktion af Ladbyskibet fra ca. år 800. Det blev bygget af spejdere i Gram i 1963 i Endrupskov, der tidligere blev kaldt Imme. Bag initiativet stod lærer Torsten Hartvig Nielsen, som var tropsfører for de gule spejderes Gram Trop.
Det var Danmarks ældste kopi af et vikingeskib indtil det forliste natten til d. 26 juli 2009 ved Lyø. Tønder Skibslaug havde råderetten over skibet fra 1979, og brugte det til sommertogter fra øen Kalvø i Genner bugt.
Indtil Vikingeskibsmuseet i Roskilde søsatte Havhingsten i september 2004 var Imme Gram det største vikingeskib i Danmark.
Skibet var bygget af egetræ og havde 32 årer og et 75 m² råsejl.

## Nyt skib
I 2012 var Tønder Skibslag klar med et nyt Imme Gram, da skibet Imme Sejr blev søsat.

## Data
Længde: 21,6 meter

Bredde: 3,10 meter

Vægt: 8 tons inkl. 2 tons ballast

Dybgang: 70 cm.

Mastehøjde: 11 meter